# أربيريشي

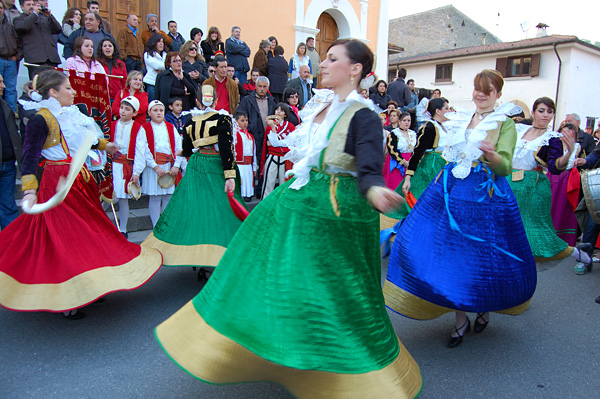

أربيريشي (بالألبانية:Arbëreshë) هي أقلية لغوية وعرقية ألبانية تعيش في جنوب إيطاليا وخصوصاً مناطق بوليا وبازيليكاتا وموليزي وكالابريا وصقلية. استقروا في جنوب إيطاليا في القرون الخامس عشر وحتى الثامن عشر في عدة موجات من الهجرات، في أعقاب وفاة البطل القومي الألباني جورج كاستريوتي سكاندربيك والفتح التدريجي لألبانيا وأنحاء الإمبراطورية البيزنطية على يد الأتراك العثمانيين.